# Scyliorhinus capensis
Espèce
Répartition géographique
Statut de conservation UICN

 NT  : Quasi menacé
Scyliorhinus capensis est une espèce de requins.